# Яромеж (Великопольське воєводство)
Яромеж (пол. Jaromierz) — село в Польщі, у гміні Седлець Вольштинського повіту Великопольського воєводства.
Населення — 514 осіб (2011).
У 1975-1998 роках село належало до Зеленоґурського воєводства.

## Демографія
Демографічна структура станом на 31 березня 2011 року:
|          | Загалом | Допрацездатний вік | Працездатний вік | Постпрацездатний вік |
| -------- | ------- | ------------------ | ---------------- | -------------------- |
| Чоловіки | 267     | 70                 | 169              | 28                   |
| Жінки    | 247     | 52                 | 154              | 41                   |
| Разом    | 514     | 122                | 323              | 69                   |